# دلسي

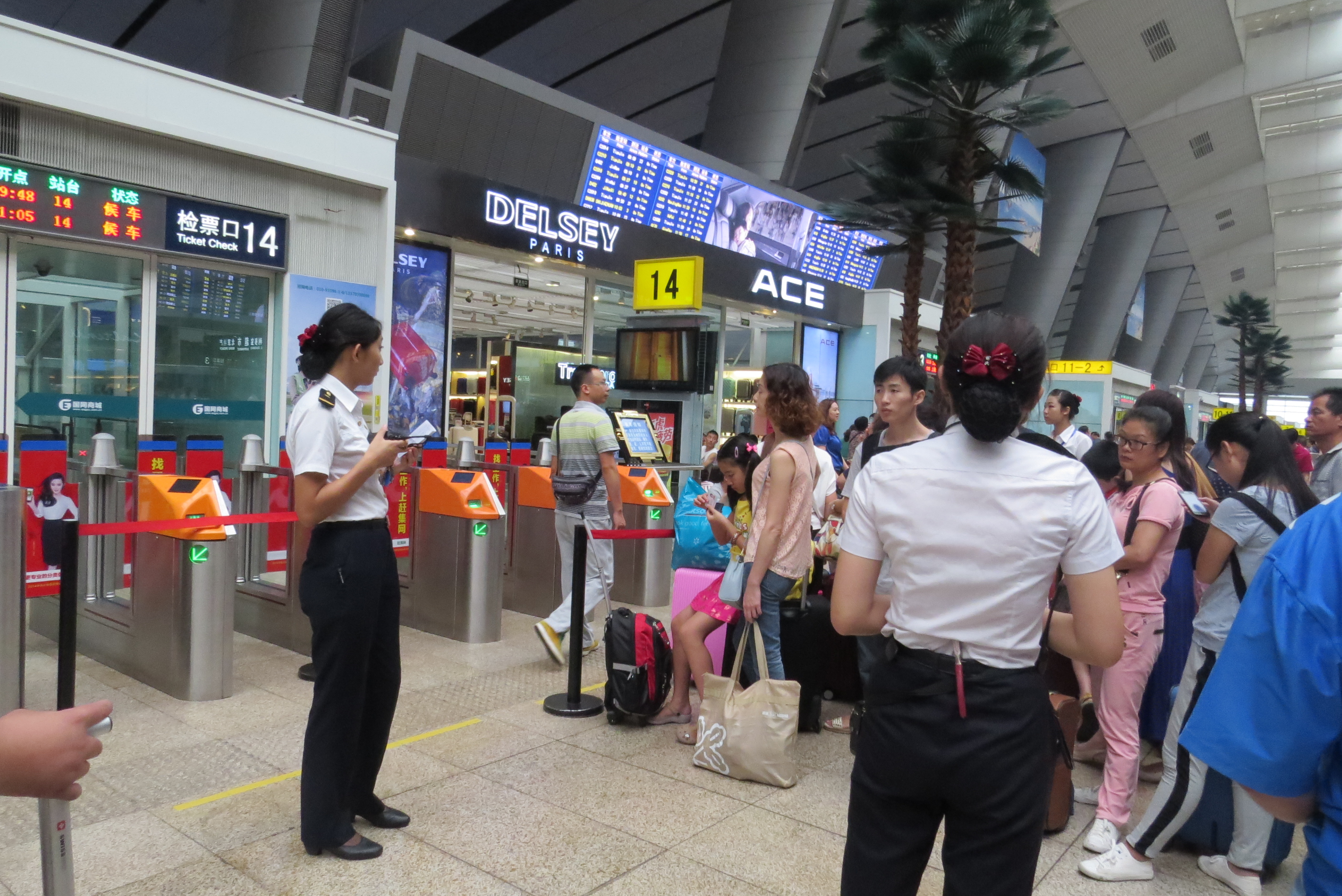
متجر دلسي في محطة سكة حديد بكين الجنوبية.

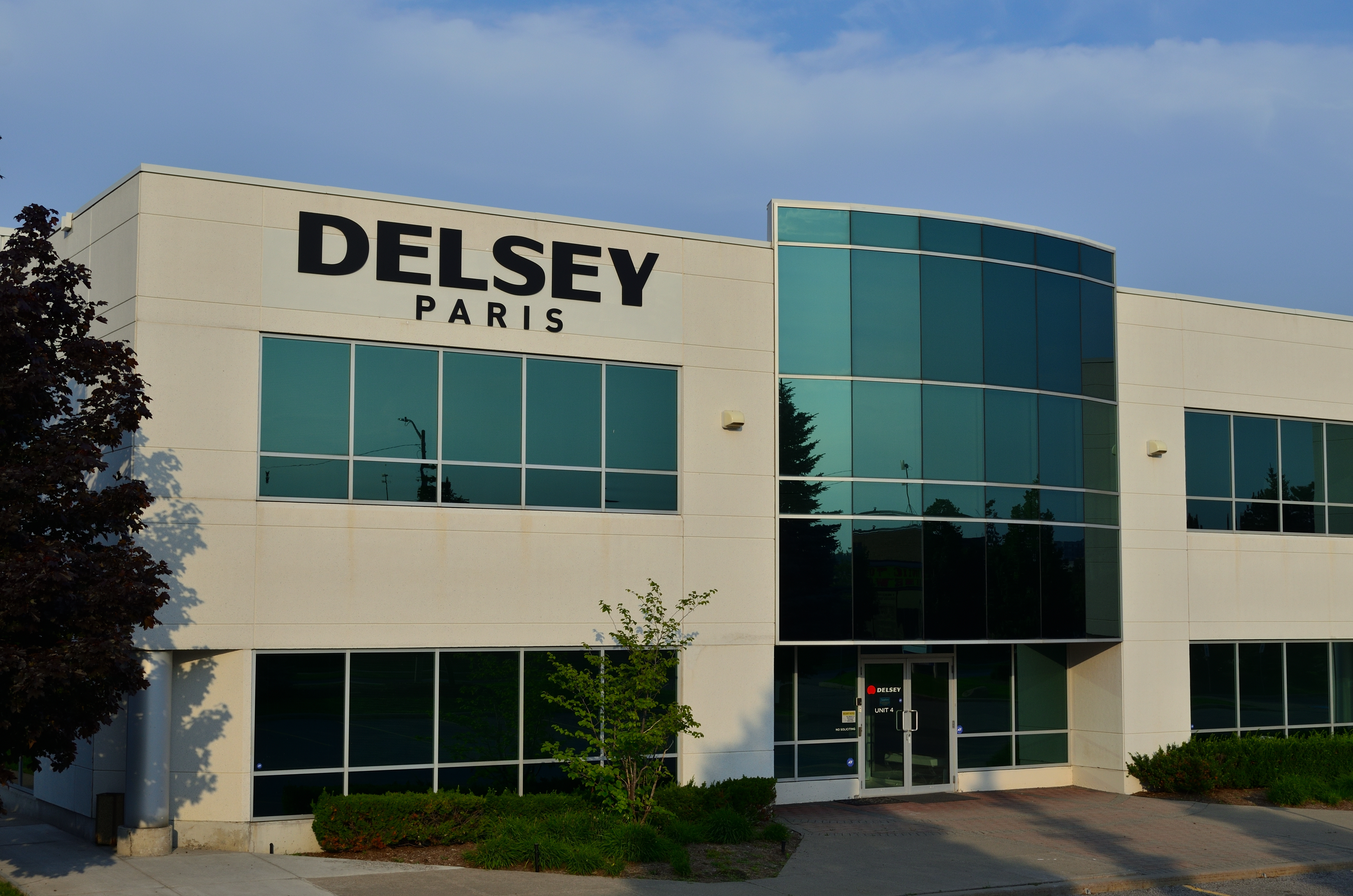
مكتب دلسي في أمريكا الشمالية.

دلسي (بالإنجليزية: Delsey)‏ هي شركة فرنسية التي تصنع حقائب السفر وملحقات التنقل. يقع مقرها في تريمبلاي-أون-فرنسا، في ضواحي باريس. دلسي توظف نحو 400 موظف، وتقدر عوائدها بحوالي 130 مليون يورو. واعتبارا من عام 2010، أحتلت دلسي المركز الثاني في سوق الأمتعة العالمي، وراء سامسونايت.

## التاريخ
في عام 1911 تخصصت شركة إيتابليسمنت ديلاهاي في تصنيع علب الكاميرات والأغلفة المغطاة للآلات الكاتبة ومشغلات التسجيلات. انضم إميل ديلاهاي وإخوانه سينهايف في عام 1946 وجمعوا أسمائهم لإنشاء علامة ديلسي التجارية. استفادت شركة ديلسي من خبرتها في إنتاج حقائب الكاميرا ومشغلات التسجيلات لتشكيل قسم متخصص في مواد السفر بالبلاستيك المصبوب.

## الابتكارات
في أوائل عام 2015 كشفت ديلسي الستار عن نموذج أولي لـ «حقيبة سفر ذكية» تسمى بلاجاج تحتوي على أدوات إلكترونية مدمجة تتواصل مع تطبيق الهاتف الذكي. تشمل الميزات ميزانًا، ومنارة لتحديد المواقع، ومكبر صوت لاسلكي، وقفل عن بُعد، وشاحن للهاتف. هذا مشابه لحالتي إيرباص باج 2 جو( Airbus Bag2Go) وبلو سمارذت (Bluesmart) المنافسين اللذذين يتم تطويرهما في نفس الوقت مع منتج ديلسي.

## المنافسة
- سامسونايت: شركة للأمتعة ومنتجاتها تتراوح من الحقائب الكبيرة إلى حقائب أدوات الزينة الصغيرة وحقائب الأوراق. تأسست الشركة في دنفر، كولورادو في 10 مارس 1910 من قبل بلاك هوك بائع الأمتعة المولود في كولورادو جيسي شوايدر (1882-1970) باسم شركة شوايدر لتصنيع الأمتعة.[6] سمى شوايدر وهو رجل متدين إحدى حقائبه الأولية شمشون على اسم الرجل القوي في الكتاب المقدس، وبدأ في استخدام العلامة التجارية سامسونايت في عام 1941 لحقيبة مصنوعة من الألياف المفلكنة المدببة والتي تم تقديمها في عام 1939. في عام 1965 بعد أن أصبحت حقيبة سامسونايت أكثر منتجاتها مبيعًا غيرت الشركة اسمها إلى سامسونايت. لسنوات عديدة قامت الشركة الفرعية سامسونيت فرنتشر كو . بتصنيع الكراسي القابلة للطي وطاولات البطاقات في مورفريسبورو بولاية تينيسي.

ابتداءً من عام 1961 قامت سامسونايت بتصنيع وتوزيع ألعاب بناء الليغو لسوق أمريكا الشمالية بموجب ترخيص من الشركة الأم الدنماركية. أنهى نزاع على الترخيص الترتيب في الولايات المتحدة في عام 1972، لكن سامسونايت ظلت هي الموزع في كندا حتى عام 1986 . وقد طرح ألبرت إتش ريكلر رئيس المبيعات العسكرية ومبيعات التصدير لقسم الأمتعة فكرة تصنيع وبيع الليغو في الولايات المتحدة إلى سامسونايت. لعب هو وستان أ. كلاماج دورًا أساسيًا في تأسيس علامة ليغو التجارية في الولايات المتحدة . وكان هذا جزءًا من توسع شامل للشركة في مجال تصنيع الألعاب في الستينيات والتي تم التخلي عنها في السبعينيات .

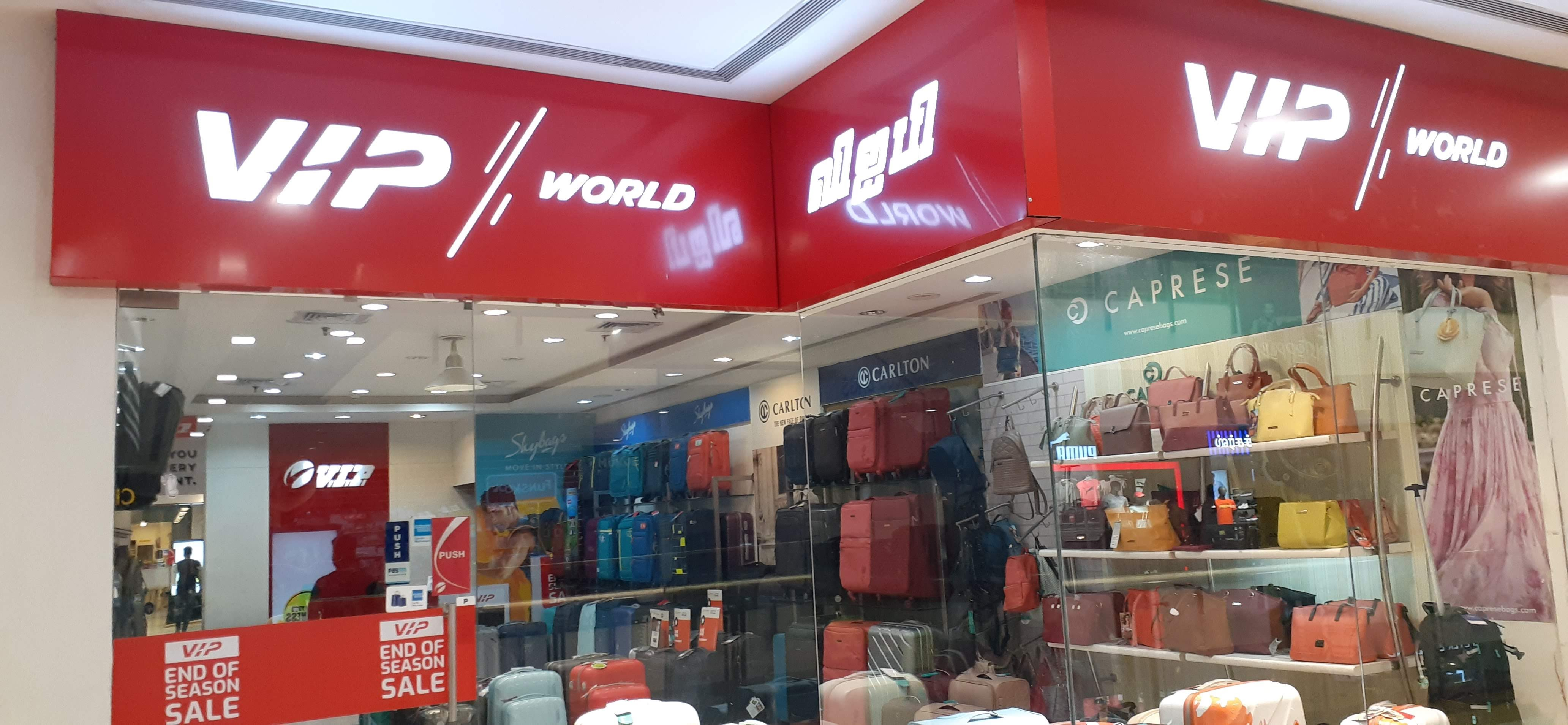
منفذ لفايب وورلد تشيناي، تاميل نادو، الهند

تضم العلامات التجارية: أمريكان توريستر، هاي سييرا، كاميليانت، ليبولت، سامسونيت، سامسونيت ريد، تومي انك، شبيك برودكت .
- فايب إنداستريز (VIP Industries ): وهي أكبر شركة لتصنيع حقائب السفر في الهند والتي تصنع الحقائب وإكسسوارات السفر. يقع مقرها في مومباي بالهند وهي ثاني أكبر شركة لتصنيع الأمتعة في العالم وأكبرها في آسيا. وتمتلك أكثر من 8000 منفذ بيع بالتجزئة في جميع أنحاء الهند وشبكة من تجار التجزئة في 50 دولة. استحوذت على ماركة الأمتعة في المملكة المتحدة كارلتون في عام 2004.[7] وتمتلك العديد من العلامات التجارة منها فايب باجز (VIP Bags).

## وصلات خارجية
- الموقع الرسمي
- الموقع الرسمي للولايات المتحدة